# Atraco al banco de Tiflis de 1907

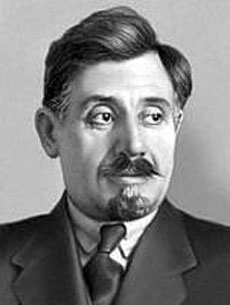
Kamó (Simón Ter-Petrosián), fotografía anterior a 1922.

El atraco al banco de Tiflis de 1907, también conocido como la expropiación de la plaza de Ereván, fue un atraco a mano armada llevado a cabo el 26 de junio de 1907 en la capital de Georgia, Tiflis. Los bolcheviques robaron un cargamento de dinero para financiar sus actividades revolucionarias. Los atracadores atacaron una diligencia del banco y a los policías y militares que la escoltaban utilizando bombas y pistolas, mientras el vehículo cruzaba la Plaza de Ereván transportando dinero desde la estafeta postal hacia la sucursal del Banco del Estado del Imperio ruso de la ciudad. En el asalto murieron cuarenta personas y resultaron heridas otras cincuenta, según los documentos oficiales de archivo. Los atracadores escaparon con 341 000 rublos (equivalentes a unos 2,5 millones de euros en 2008).
El robo fue organizado por varios dirigentes bolcheviques, incluyendo a Vladímir Lenin, Iósif Stalin, Maksim Litvínov, Leonid Krasin y Aleksandr Bogdánov, y fue ejecutado por una banda de revolucionarios georgianos comandados por Kamó, un socio de Stalin. Ya que tales actividades estaban expresamente prohibidas por el Quinto Congreso del Partido Obrero Socialdemócrata de Rusia (POSDR), el robo y los asesinatos provocaron un escándalo dentro del partido contra los bolcheviques (por entonces una fracción del POSDR). Como resultado de ello, Lenin y Stalin intentaron distanciarse del atraco. Los sucesos relacionados con este incidente y otros similares dividieron el liderazgo bolchevique, enfrentando a Lenin con Bogdánov y Krasin. A pesar del éxito del atraco y de la enorme suma de dinero obtenida, los bolcheviques no pudieron usar la mayor parte de los billetes bancarios robados de mayor valor, ya que la policía conocía sus números de serie. Lenin ideó un plan para que varios individuos cambiaran los billetes grandes al mismo tiempo en varios lugares de Europa en enero de 1908, pero esta estrategia fracasó, produciendo un gran número de detenciones, publicidad mundial y una reacción negativa por parte de los socialdemócratas europeos.
Aunque Kamó fue detenido en Alemania poco después del atraco, eludió, sin embargo, el juicio criminal fingiendo locura durante más de tres años. Consiguió escapar de su centro psiquiátrico, pero fue capturado dos años después mientras planeaba otro atraco. Se lo condenó a muerte por sus crímenes, incluyendo el atraco de 1907, aunque su sentencia fue conmutada por cadena perpetua; fue liberado tras la Revolución rusa. Ninguno de los otros participantes u organizadores principales fue llevado a juicio. Tras la muerte de Kamó, se erigió una tumba y un monumento en su honor en los jardines de Pushkin, cerca de la plaza de Ereván. Más tarde, ese monumento fue retirado y los restos de Kamó se trasladaron a otro lugar.

## Antecedentes

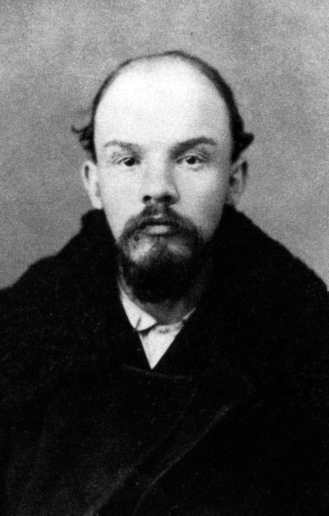
Fotografía policial de V. I. Lenin de diciembre de 1895

El POSDR, predecesor del Partido Comunista de la Unión Soviética, fue fundado en 1898. Su objetivo era cambiar el sistema económico y político del Imperio Ruso mediante una revolución proletaria, de acuerdo con la doctrina marxista. Además de sus actividades políticas, el POSDR y otros grupos revolucionarios (como los anarquistas y los socialistas revolucionarios) practicaban una serie de operaciones militantes, incluyendo «expropiaciones», un eufemismo para los atracos a mano armada de fondos estatales o privados para financiar sus actividades revolucionarias.
Desde 1903 en adelante, el POSDR se dividió en dos grupos principales: los bolcheviques y los mencheviques. Después de que el Gobierno ruso reprimiera la revolución de 1905, el POSDR celebró su Quinto Congreso entre mayo y junio de 1907 en Londres, con la esperanza de resolver las diferencias entre bolcheviques y mencheviques. Un asunto que seguía dividiendo a los dos grupos era su divergencia de opiniones sobre las actividades militantes, en particular las «expropiaciones». Los bolcheviques más militantes, que durante el Quinto Congreso estaban liderados por Vladímir Lenin, defendían la continuación de los atracos, mientras que los mencheviques propugnaban un enfoque revolucionario más pacífico y gradual y se oponían a las operaciones militantes. Durante el congreso se aprobó una resolución que condenaba la participación en toda actividad militante, tildando las «expropiaciones» de «desorganizadoras y desmoralizadoras» y exigía la disolución de todas las milicias del partido. Esta resolución se aprobó con un 65 % de apoyo y un 6 % de oposición (el resto se abstuvo o no votó); todos los mencheviques y varios bolcheviques la apoyaron.
A pesar de la prohibición del partido unificado de la formación de comités separados, durante el Quinto Congreso, los bolcheviques eligieron a su propio organismo de gobierno, llamado Centro Bolchevique, y lo mantuvieron en secreto ante al resto del POSDR. El Centro Bolchevique estaba encabezado por un «Grupo Financiero», que consistía en Lenin, Leonid Krasin y Aleksandr Bogdánov. Entre otras actividades del partido, la dirección bolchevique ya había planeado una serie de «expropiaciones» en distintos puntos de Rusia antes del Quinto Congreso, y esperaba cometer un gran atraco en Tiflis, que se realizó pocas semanas después de que terminara el congreso.

## Preparativos
Antes del Quinto Congreso, ciertos bolcheviques de alto rango se reunieron en Berlín en abril de 1907 para organizar un atraco para obtener fondos para la compra de armas. Entre ellos se encontraban Lenin, Krasin, Bogdánov, Iósif Stalin y Maksim Litvínov. El grupo decidió que Stalin, que por aquel entonces tenía el sobrenombre de Koba, y el armenio Simón Ter-Petrosián, conocido como Kamó, organizarían un atraco a un banco de la ciudad de Tiflis.
Stalin contaba con veintinueve años y vivía en esta ciudad con su mujer Ekaterina y su hijo recién nacido Yákov. Tenía experiencia organizando atracos y ello le había ayudado a granjearse la reputación de principal contribuyente financiero del Centro. Kamó, cuatro años más joven que Stalin, tenía fama de despiadado; en otro momento de su vida, le arrancó el corazón a un hombre. En esa época, Kamó dirigía una organización criminal llamada «la Banda». Stalin decía que Kamó era un «maestro del disfraz» y Lenin lo llamaba su «bandido caucásico». Stalin y Kamó habían crecido juntos y el primero había convertido al segundo al marxismo.
Tras la reunión de abril, Stalin y Litvínov viajaron a Tiflis para informar a Kamó de los planes de organizar el asalto. Según The Secret File of Joseph Stalin: A Hidden Life, de Roman Brackman, mientras Stalin trabajaba con los bolcheviques para organizar actividades criminales, también actuaba como informante de la Ojrana, la policía secreta rusa. Brackman afirma que cuando el grupo regresó a Tiflis, Stalin informó a su contacto en la Ojrana, el agente Mujtárov, sobre los planes para robar el banco y prometió proporcionarle más información.
En Tiflis, Stalin empezó a planear el atraco. Estableció contacto con dos individuos que tenían información privilegiada sobre las operaciones del Banco del Estado del Imperio ruso: un empleado bancario llamado Gigo Kasradze y un viejo amigo de la escuela llamado Voznesensky que trabajaba en la oficina postal bancaria de Tiflis. Voznesensky afirmó más tarde que había ayudado a organizar el robo por su admiración por la poesía romántica de Stalin. Gracias a trabajar en la oficina postal bancaria, tenía acceso al programa secreto que contenía los horarios en los que se transportaría dinero en diligencia hasta la sucursal del Banco del Estado de la ciudad. Voznesensky notificó a Stalin que el banco recibiría un gran cargamento de dinero en un carruaje de caballos el 26 de junio de 1907.
Krasin ayudó a fabricar las bombas que se usaron en el ataque a la diligencia. La banda de Kamó introdujo subrepticiamente las bombas en Tiflis escondiéndolas dentro de un sofá. Pocas semanas antes del robo, Kamó detonó accidentalmente una de las bombas de Krasin cuando intentaba colocarle la mecha. La explosión le hirió gravemente en un ojo, dejándole una cicatriz permanente. Quedó postrado en la cama durante un mes sufriendo grandes dolores y no consiguió recuperarse completamente para el momento del atraco.

## Día del asalto
El día del atraco, 26 de junio de 1907, los veinte asaltantes, incluido Stalin, se reunieron cerca de la plaza de Ereván —apenas dos minutos del seminario, el banco y el palacio del virrey— para ultimar sus planes; tras la reunión, marcharon a sus puestos para realizar el ataque. Las autoridades rusas estaban al tanto de que los revolucionarios preparaban una acción importante y habían reforzado la seguridad en la plaza; justo antes del robo, habían recibido un soplo y la policía vigilaba todos los accesos al lugar. Para contrarrestar estas medidas, los miembros de la banda vigilaban a los gendarmes y a los policías apostados en la plaza y enviaron a algunos a observarla desde los edificios circundantes.
La mayoría se vistió de campesino esperando en las esquinas armados con pistolas y granadas. A diferencia de estos, Kamó se disfrazó de capitán de caballería y acudió al lugar en un faetón.
Entre los preparativos que llevaron a cabo, los confabulados ocuparon la taberna Tilipuchuri frente a la plaza. Un testigo, David Sagirashvili, declaró más tarde que un amigo de nombre Bachua Kupriashvili —que resultó pertenecer a la banda de ladrones— lo había parado en la plaza e invitado a entrar en la taberna. Una vez dentro, Sagirashvili observó la presencia de hombres armados que impedían a la clientela abandonar el local. Cuando recibieron la señal que indicaba la inminente llegada de la diligencia del banco a la plaza, estos hombres abandonaron precipitadamente la taberna pistola en mano.
La sucursal en Tiflis del Banco del Estado del Imperio ruso había previsto el traslado del dinero desde la oficina de correos al banco en una diligencia. En ésta viajaba el dinero, dos guardas armados con rifles, un cajero y un contable. Un faetón con soldados armados seguía a la diligencia y una escolta de cosacos a caballo rodeaba los dos carruajes.

### Asalto

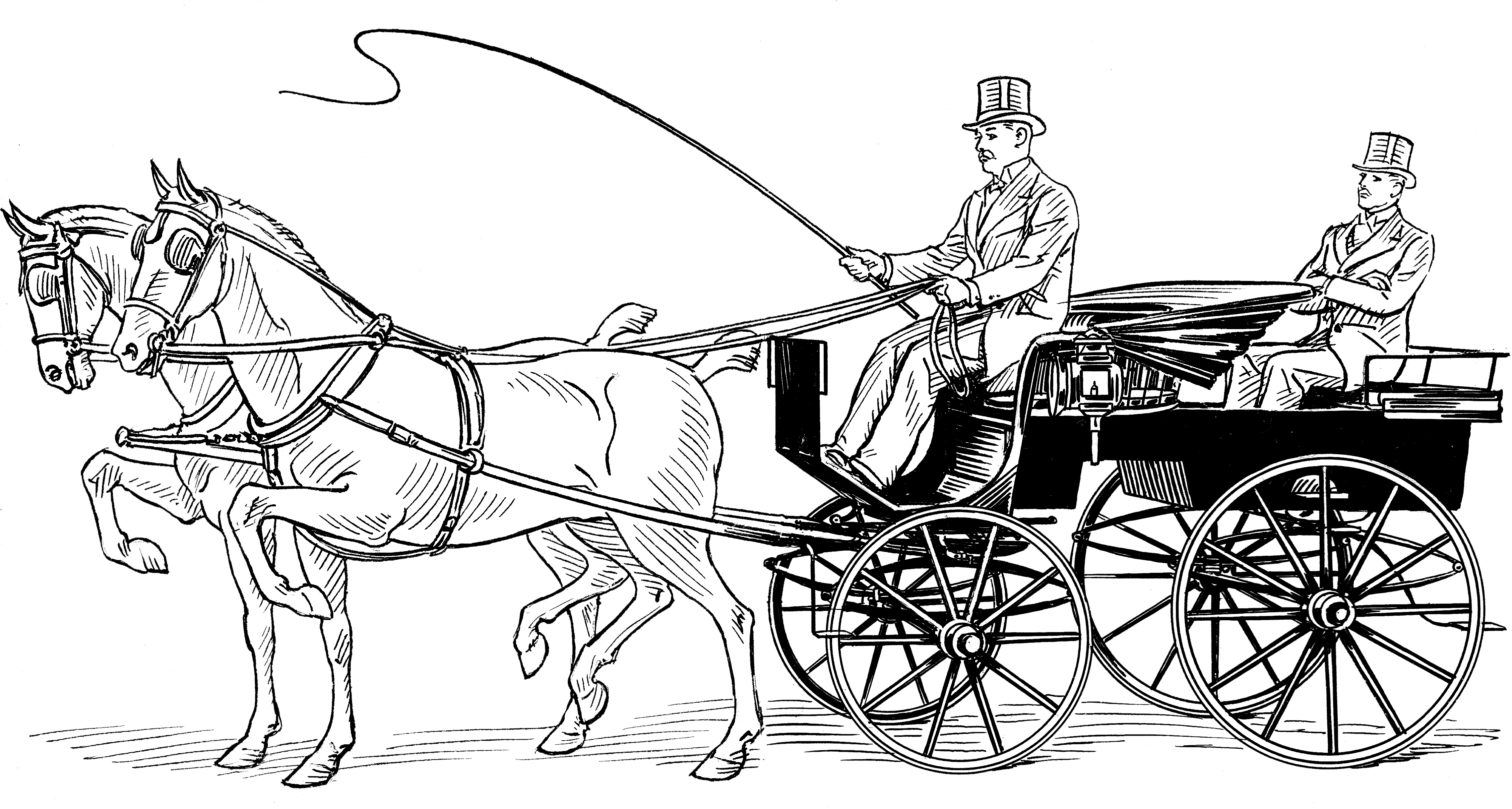
Imagen de un faetón, como el utilizado en el robo.

La diligencia atravesó la abarrotada plaza hacia las 10:30 a. m. Kupriashvili dio la señal convenida y los ladrones atacaron el carruaje con granadas —que mataron a parte de los caballos y de los guardas— y comenzaron a disparar contra la escolta del convoy y los policías desplegados en la plaza. De todas partes surgían bombas. El periódico georgiano Isari indicó: «Nadie podía decir si el terrible tiroteo provenía del disparo de cañones o de la explosión de bombas... El ruido causaba el pánico por todas partes... casi en toda la ciudad, la gente se echó a correr. Los carruajes y los carros salieron disparados para alejarse». Las explosiones tenían tal potencia que derribaron algunas chimeneas cercanas y quebraron las ventanas en más de un kilómetro a la redonda. Ekaterina Svanidze, la esposa de Stalin, se encontraba en el balcón de su casa —cercana a la plaza— con su familia y su joven hijo y corrió aterrorizada a refugiarse en el interior cuando oyó las explosiones.
Uno de los caballos de la diligencia, herido, salió disparado arrastrando el carruaje, perseguido por Kupriashvili, Kamó, y otro de los ladrones, Datikó Chibriashvili. Kupriashvili lanzó una granada que cercenó las patas del animal, pero la explosión alcanzó al propio Kupriashvili, que quedó tendido en la plaza, aturdido. Cuando se recuperó, escapó del lugar antes de que llegasen los refuerzos de la policía y los militares.  Chibriashvili extrajo los sacos de dinero de la diligencia mientras Kamó se acercó disparando con su pistola; los dos y otro asaltante traspasaron el dinero al faetón que conducía Kamó. Con las prisas, pasaron por alto veinte mil rublos; parte de este dinero se lo embolsó uno de los conductores de la diligencia, que más tarde fue arrestado por ello.

### Fuga de los atracadores

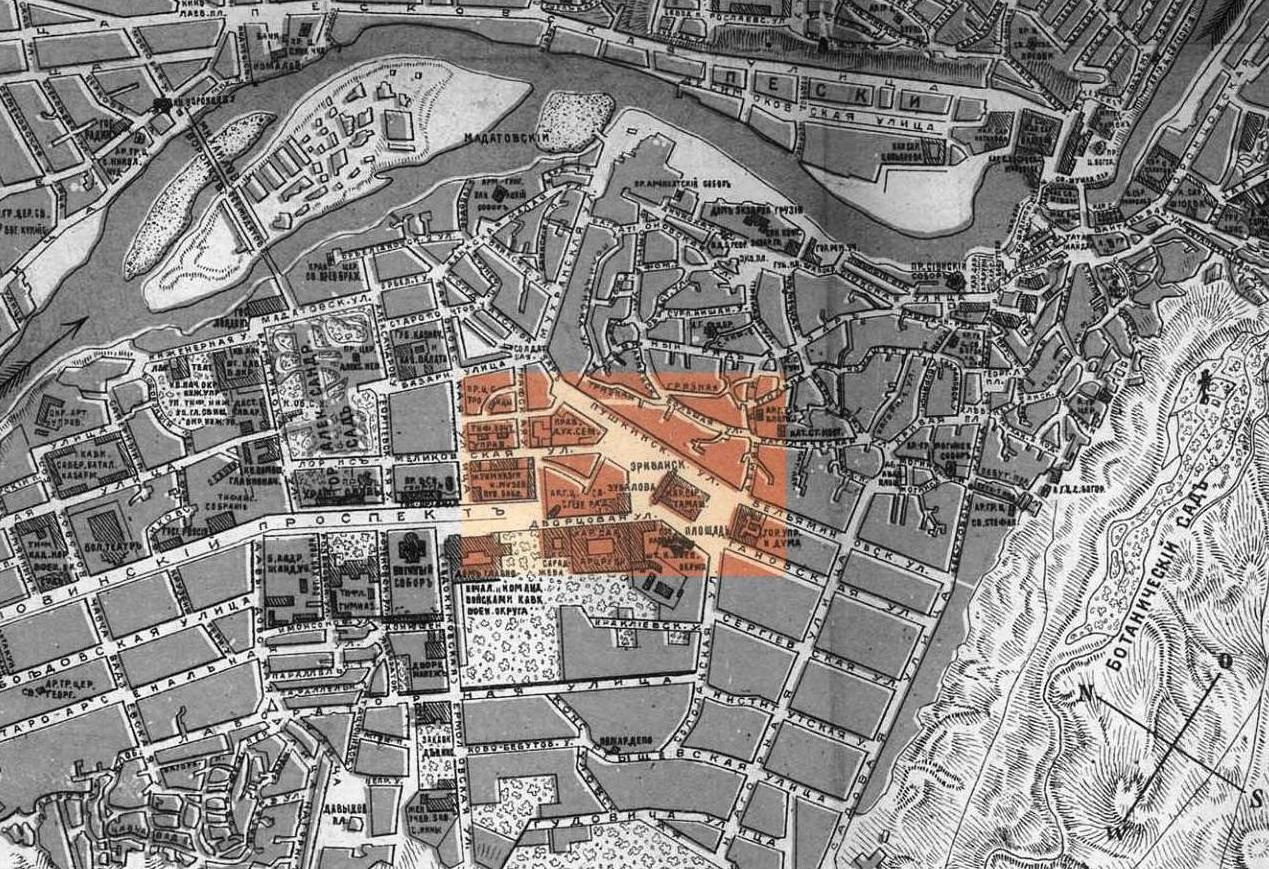
Sección de un mapa de Tiflis en 1913, en el que se marcado la plaza de Ereván y las calles anejas.

Tras conseguir el dinero, Kamó salió al galope de la plaza; al encontrarse con un carruaje de la policía, fingió ser un capitán de caballería y le gritó: «el dinero está a salvo, corran a la plaza». El oficial del carruaje obedeció, sin darse cuenta hasta más tarde que le había engañado uno de los ladrones que se estaba fugando. Kamó se dirigió al escondite de la banda, donde abandonó el uniforme. Los ladrones se dispersaron rápidamente y ninguno fue detenido por las autoridades.
Uno de ellos, Elisó Lominadze, robó un uniforme de maestro y, disfrazado con él, regresó a la plaza a contemplar la matanza que había tenido lugar. Además de los muertos y los cadáveres de los caballos, en el lugar se encontraban cincuenta heridos. Aunque las autoridades afirmaron que solo tres personas habían resultado muertas, documentos de los archivos de la Ojrana revelaron que el número real de víctimas mortales rondaba las cuarenta.
El Banco de Estado no sabía con seguridad el dinero que se había sustraído en el asalto, pero la estimación más exacta calculaba la pérdida en 341 000 rublos —unos 3,4 millones de dólares de 2008—. De estos, unos noventa y un mil eran billetes de escaso valor que no se podían rastrear, pero el resto lo formaban billetes de quinientos rublos que resultaban difíciles de cambiar ya que la policía contaba con sus números de serie.

## Respuesta de las autoridades e investigación del robo

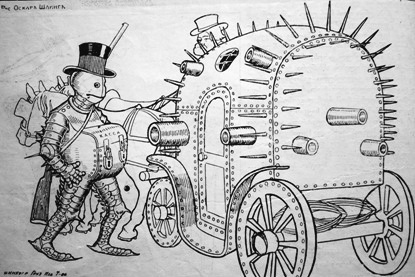
«El equipo necesario para trasladar dinero», viñeta satírica de Oscar Schmerling publicada en la prensa georgiana en 1906.

El robo alcanzó las portadas de los diarios de todo el mundo. El Daily Mirror londinense tituló: «Lluvia de bombas: los revolucionarios siembran la destrucción entre las multitudes»; The Times apareció con el titular «Atroz bomba en Tiflis», mientras que el parisiense Le Temps encabezaba su artículo con «¡Catástrofe!» y el The New York Times con «Bomba causa gran matanza. Robados 170 000 dólares».
Las autoridades movilizaron al Ejército, cerraron calles y rodearon la plaza con la esperanza de recuperar el dinero y capturar a los criminales. Trajeron una unidad especial de detectives para encargarse de la investigación del caso. Para desgracia de la policía, los testimonios de los testigos resultaron confusos y contradictorios y no se logró conocer la identidad del grupo que había perpetrado el robo. Ante este desconocimiento, se acusó a los socialistas polacos, a los armenios, a los anarquistas, a los socialrevolucionarios e incluso a las propias autoridades de haber llevado a cabo el asalto.
Según Brackman, varios días después del robo Mujtárov, agente de la Ojrana, interrogó a Stalin en un piso franco. Los agentes de la policía habían oído rumores de que este había estado contemplado la acción. Mujtárov inquirió porqué Stalin no había les había informado de ello y este le respondió que sí que había suministrado la información suficiente para que las autoridades hubiesen frustrado el ataque. El interrogatorio se convirtió en una acalorada discusión durante la que Mujtárov golpeó a Stalin en la cara antes que le sujetasen otros agentes presentes. Tras este incidente, Mujtárov quedó suspendido del servicio y se ordenó a Stalin abandonar la ciudad y trasladarse a Bakú para esperar la decisión sobre su caso. Stalin abandonó la capital azerbaiyana con veinte mil rublos robados en julio de 1907. Aunque Brackman afirma haber encontrado pruebas de este incidente, la cooperación de Stalin con la policía secreta rusa durante su juventud ha sido objeto de debate entre los historiadores durante décadas, y aún no ha quedado aclarada.

## Juicios de Kamó
Después de su arresto en Berlín y mientras esperaba juicio, Kamó recibió a través de su abogado Oscar Kohn una nota de Krasin en la que le recomendaba que se fingiese loco para que así lo declarasen incapaz para ser juzgado. Para mostrarse loco, rechazó comer, rasgó sus ropas, se mesó el cabello, se colgó, se abrió las venas y se comió sus propios excrementos. Para asegurarse de que no fingía, los médicos alemanes le clavaron agujas bajo las uñas, le clavaron una larga aguja en la espalda y le quemaron con hierros candentes, sin que conseguir abandonase sus actos de locura. Después de estas pruebas, el responsable médico del asilo de Berlín escribió en junio de 1909: «no hay fundamentos para creer que Kamó está fingiendo locura. Está sin duda mentalmente enfermo e incapaz de afrontar un juicio o una condena. Es extremadamente improbable que se recupere por completo».
En 1909 se lo extraditó a una cárcel rusa, donde siguió fingiéndose loco. En abril de 1910, se lo juzgó por su participación en el robo de Tiflis, pero se mostró ausente en el juicio y se dedicó durante las sesiones a alimentar al pájaro que escondía bajo la camisa. El juicio se suspendió mientras se evaluaba su estado mental. El tribunal dictaminó que, aunque se hallaba cuerdo cuando perpetró el robo en Tiflis, en aquel momento se encontraba enfermo y debía ingresárselo hasta que se recuperara. En agosto de 1911, después de haberse hecho pasar por demente durante más de tres años, se escapó del pabellón psiquiátrico de una cárcel de Tiflis serrando los barrotes de la ventana y descendiendo hasta la calle con una cuerda que había fabricado.
Más tarde, Kamó comentó estas experiencias:

¿Que qué le puedo contar? Me lanzaron de acá para allá, me golpearon en las piernas y cosas así. Uno de los hombres me obligó a mirar en un espejo. Allí no vi mi reflejo, sino la imagen de un ser flaco, grotesco, horrible, parecido a un mono, que rechinaba los dientes. Pensé: «¡Quizá me he vuelto loco de verdad!» Fue un momento terrible, pero me recuperé y escupí al espejo. Creo que les gustó... Pensé muchas veces: «¿Sobreviviré o enloqueceré verdaderamente?» No estaba bien, no confiaba en mí mismo, ¿entiende? [Las autoridades], naturalmente, conocen su oficio y sus trucos. Pero no conocen a los caucásicos. Quizá todos los caucásicos están locos, según su punto de vista. Bien, ¿quién iba a hacer enloquecer a quién? No pasó nada, ellos siguieron en sus trece y yo hice lo mismo. En Tiflis no me torturaron. Parece que creyeron que los alemanes no podían haberse equivocado.

Tras escapar, se reunió con Lenin en París y se mostró sorprendido al escuchar que había tenido lugar una ruptura entre Lenin, Bogdánov y Krasin. Kamó le contó a Lenin la historia de su arresto y cómo se había fingido lunático en la cárcel. Después de abandonar la capital francesa, se reunió más adelante con Krasin y juntos planearon otro atraco a mano armada. Se lo detuvo antes de llevar a cabo el asalto y se lo juzgó en Tiflis en 1913 acusado de diversos cargos, entre ellos el robo de Tiflis. Esta vez no se fingió perturbado, pero pretendió que había olvidado todo debido a su anterior locura. El juicio resultó corto y recibió cuatro condenas a muerte.
Sin posibilidad aparente de librarse de la muerte, Kamó tuvo la suerte, como otros presos, de que se le conmutase la pena a una larga condena en prisión con motivo del tricentenario de la fundación de la dinastía Románov en 1913. Fue liberado en 1917, después de la Revolución de Febrero.

## Traslado del dinero y el arresto de Kamó
El dinero del robo se escondió primero en casa de unos amigos de Stalin, Mija y Maro Bochoridze, que residían en la capital georgiana. Se escondió en el interior de un colchón para poderlo trasladar y guardar fácilmente sin levantar sospechas. El colchón se llevó a otro piso franco y más tarde se dejó en el canapé del directorio del Observatorio Meteorológico de Tiflis, probablemente porque Stalin había trabajado en este anteriormente. Algunas fuentes afirman que el propio Stalin participó en el traslado del dinero al observatorio. Más tarde, el director indicó que desconocía que el dinero robado se había escondido allí.
Finalmente, Kamó retiró gran parte del efectivo robado y se lo entregó a Lenin en Finlandia, por entonces parte del Imperio ruso. Kamo pasó el resto del verano junto a Lenin en su dacha finesa. En el otoño, se trasladó a París y luego a Bélgica —para comprar armas y munición— y Bulgaria —para adquirir doscientos detonadores—. A continuación, viajó a Berlín y entregó una carta de Lenin a un destacado bolchevique, el médico Yákov Zhitómirski, para que le tratase la herida del ojo recibida durante el robo, de la que no se había recuperado completamente. Zhitómirski, sin embargo, trabajaba secretamente para el Gobierno ruso —detalle que Lenin desconocía— e informó inmediatamente a la Ojrana, que solicitó a la policía berlinesa la detención de Kamó. Cuando se arrestó a este, se le encontró un pasaporte austriaco falsificado y una maleta con detonadores que pensaba utilizar en otro gran robo.

## Consecuencias

### Consecuencias para los bolcheviques
Aparte de Kamó, ninguno de los organizadores del robo fue nunca juzgado; al comienzo no estuvo claro quién lo había planeado pero tras el arresto de aquel, de Litvínov y de otros, quedó clara la implicación de los bolcheviques. Los mencheviques se sintieron traicionados y disgustados; el robo probaba que el Centro Bolchevique operaba de manera independiente del comité central unificado y actuaba contraviniendo abiertamente las decisiones del congreso del partido. El dirigente menchevique Gueorgui Plejánov reclamó la escisión de los bolcheviques. Su compañero de corriente Yuli Mártov declaró que el Centro Bolchevique era una mezcla de comité central secreto de una fracción del partido y de banda de delincuentes. El comité del partido en Tiflis expulsó a Stalin y a otros miembros a causa del robo. La investigación del partido sobre la conducta de Lenin se vio frustrada por la acción de los bolcheviques.
El robo restó aún mayor predicamento a los bolcheviques en Georgia y privó a la corriente de su dirección en Tiflis. Después del fallecimiento por causas naturales de su esposa Ekaterina Svanidze en noviembre de 1907, Stalin apenas regresó a la ciudad. Otros destacados bolcheviques georgianos como Mijaíl Tsjakaya y Filipp Majaradze abandonaron la región tras 1907. Otro notable bolchevique de Tiflis, Stepán Shaumián, se trasladó a Bakú. La suerte de los bolcheviques en la ciudad no dejó de empeorar y en 1911 apenas se contaban un centenar de ellos en la localidad.
El robo también tuvo un efecto adverso para la imagen del Centro Bolchevique entre los socialdemócratas europeos. El deseo de Lenin de distanciarse del asalto puedo ser una de las causas de su ruptura con Bogdánov y Krasin. Stalin se distanció también de la banda de Kamó y nunca destacó su papel en el asalto.

### Carrera
Después de la Revolución de Octubre, muchos de los bolcheviques que había tomado parte en el robo obtuvieron puestos destacados en la nueva Unión Soviética. Lenin se convirtió en primer ministro hasta su muerte el 1924, cargo que también desempeñó Stalin más tarde, hasta 1953. Maksim Litvínov se convirtió en diplomático y fungió como comisario de Asuntos Exteriores (1930–1939). Leonid Krasin abandonó temporalmente la política tras romper con Lenin en 1909, pero volvió a unirse a los bolcheviques tras la revolución de 1917 y sirvió como representante comercial soviético en Londres y comisario de Comercio Exterior hasta su muerte en 1926.
Tras la liberación de Kamó, trabajó en las aduanas soviéticas, según algunas fuentes porque su inestabilidad no le permitió ingresar en la policía secreta. Falleció en 1922, arrollado por un camión cuando circulaba en bicicleta. Aunque no hay pruebas de que fuese asesinado, algunas fuentes indican que Stalin ordenó su muerte para evitar que hablase.
Bogdánov fue expulsado del partido en 1909, teóricamente por diferencias filosóficas. Tras la revolución bolchevique, se convirtió en el principal ideólogo de la proletkult, una organización fundada para fomentar la cultura proletaria.

### Monumento
Las autoridades soviéticas renombraron la plaza de Ereván, donde aconteció el robo, y la llamaron plaza de Lenin en 1921; se erigió una gran a este en 1956. A pesar de haber sido condenado por un cruento robo, a Kamó se lo enterró y se le levantó un monumento en los jardines de Pushkin, cerca de la plaza. Creado por el escultor Lakob Nikoladze, se retiró durante el periodo de dominio político de Stalin y los restos del difunto se trasladaron a otro lugar. La estatua de Lenin se derribó en agosto de 1991 —durante la disolución de la Unión Soviética— y se la sustituyó por el monumento a la Libertad en 2006. El nombre de la plaza se cambió al de plaza de la Libertad en 1991.